# ロンコド
ロンコド（満洲語: ᠯᠣᠩᡴᠣᡩᠣ、ラテン文字転写：Longkodo、漢字：隆科多、? - 1728年）は、清の康熙・雍正期の重臣。満洲鑲黄旗の出身。姓はトゥンギャ（佟佳）氏（Tunggiya hala）。康熙帝の生母孝康章皇后の弟である佟国維の子で、康熙帝の3番目の皇后孝懿仁皇后の弟。

## 生涯
康熙27年（1688年）に一等侍衛・鑾儀使・正藍旗蒙古副都統に任じられた。康熙59年（1720年）、理藩院尚書・歩軍統領となった。康熙帝の皇四子の胤禛（後の雍正帝）との間には密接な関係があって、胤禛から「叔父」と呼ばれた。
康熙61年（1722年）、康熙帝が病を得て崩御すると、ロンコドは遺詔によって「伝位于四子」（四子がすなわち雍正帝のこと）と公表したが、簒位の噂が絶えなかった。即位して間もなく、雍正帝はロンコドを吏部尚書・太保に任じ、ロンコドは一時権勢を誇った。しかし雍正5年（1727年）、「四十一大罪」を理由に無期懲役に処せられ、翌年に誅殺された。

## 登場作品
- テレビドラマ『宮廷の諍い女』
- テレビドラマ『雍正王朝』